# Bengt Christiansson
Bengt "Dallas" Christiansson, född 9 februari 1944, är en svensk f.d. kulstötare. Han tävlade för först Hässleholms AIS och sedan Smedby AIS.

## Främsta meriter
Christiansson var svensk rekordhållare i kulstötning i juni månad 1966. Han vann även SM i kula, en gång utomhus och en gång inomhus.

## Karriär (kulstötning)
År 1965 vann Bengt Christiansson SM i kulstötning med resultatet 17,22.
Christiansson vann kulstötningen vid det första svenska inomhusmästerskapet 1966 (17,20). 
Han satte den 17 juni 1966 även svenskt rekord i kulstötning utomhus i det han förbättrade Bengt Bendéus rekord från tidigare i månaden med tre cm till 17,77. Den 29 juni förbättrade han det ytterligare till 17,85. Han förlorade dock rekordet till Bengt Bendéus redan nästa dag.
Christianssons personrekord i kula är utomhus 19,02 (15 juni 1972) och inomhus 17,34 (2 februari 1966).